# Jyske Ås
 For alternative betydninger, se Ås. (Se også artikler, som begynder med Ås)
Jyske Ås, et højdedrag i Vendsyssel, som strækker sig fra Dronninglund, ca. 25 km mod nordvest til Østervrå, gennem Dronninglund Storskov,  Allerup Bakker hvor Storstensbakken, Voldene og Skelbakken, alle over 100 meter høje, er beliggende, videre gennem Pajhede Skov hvor den 112 meter høje Søhedens Bakke er beliggende.
Det højeste punkt på åsen er Knøsen, en ca. 136 meter høj bakke, beliggende i Dronninglund Storskov. 
Åsen er gennemkrydset af afmærkede cykel- og vandrestier, med overnatningsmuligheder på primitive lejrpladser.
På Jyske ås i Jerslev Sogns østlige del udspringer tæt ved hinanden tre store åer: Voers Å, der løber ude i Kattegat, Uggerby Å, der løber mod nord og udmunder i Vesterhavet, og Ryå, der efter et bugtet forløb ender i Limfjorden lidt vest for Nørresundby. 

## Flora
På skovejendommen Lunken i Pajhede Skov er der registret over 250 forskellige blomsterplanter, blandt andet Anemone, Skovstjerne, Engelsød og Kragefod.
På de gamle overdrev gror græs, lyng, blåbær og enebær.

## Fauna
I stort tal findes blandt andet rådyr, grævling, egern, grønspætte, topmejse, sortmejse og fuglekonge.

## Fredninger
- Fejborg Bakke blev fredet 1965
- Grevsmose-Bollebakke blev fredet i 1970
- Ved Nymølle Bæk blev omkring 69 hektar fredet 1964